# Ukon (nhà thơ)

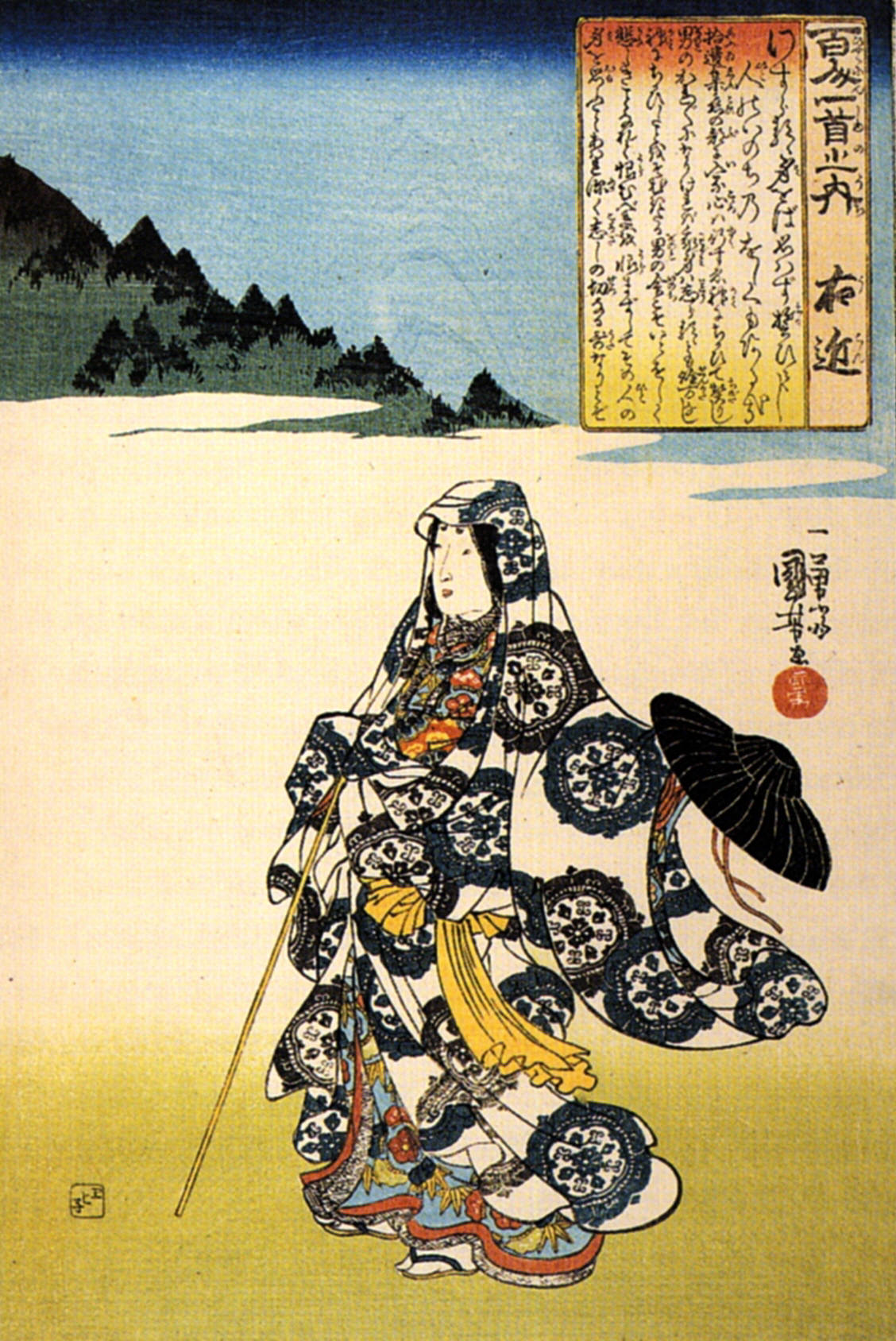
Nhà thơ Ukon đang đi bộ ẩn giữa làn sương, Hyakunin isshu, tổng hợp bởi nhà thơ Fujiwara no Teika, 1162-1241.

Ukon (Nhật: 右近 (Hữu Cận) bình sinh 936–966, không rõ năm sinh năm mất) là một nhà thơ Nhật Bản vào thời kỳ Heian. Như mọi nhà thơ là phụ nữ thời đó, bà không có tên, người ta gọi bà theo chức vị của cha khi bà vào làm nữ quan trong cung. Bà theo hầu Hoàng hậu Onshi của Thiên hoàng Daigo và nổi tiếng trên thi đàn dưới triều Thiên hoàng Murakami, con trai ông.

## Lai lịch
Bà là thành viên gia tộc Fujiwara, con gái của Hữu Cận Vệ Thiếu tướng Fujiwara no Suenawa.

## Cuộc sống
Bà đã hoạt động thơ ca tích cực trong suốt 30 năm. Năm 933 bà sáng tác thơ chúc mừng Nội Thân vương Koshi đến tuổi trưởng thành. Năm 960 và 962 bà đã tham gia hội bình thơ của triều đình. Bà đã trao thơ cùng Thân vương Motoyoshi, Fujiwara no Atsutada, Fujiwara no Morosuke, Fujiwara no Morouji, Fujiwara no Asatada và Minamoto no Shitagō. Tên tuổi của bà đã được đưa vào danh sách Ba mươi sáu ca tiên.

## Sáng tác
Những bài thơ của bà được ghi trong tuyển tập Hyakunin Isshu, Gosen Wakashū, và nhiều thi liệu khác.
Một trong những bài thơ của bà được đưa vào tập thơ nổi tiếng Ogura Hyakunin Isshu do Fujiwara no Teika biên tập, đánh số 38:
| Nguyên văn                                           | Phiên âm                                                                       | Dịch thơ                                                                                    | Diễn ý |
| ---------------------------------------------------- | ------------------------------------------------------------------------------ | ------------------------------------------------------------------------------------------- | --- |
| 忘らるる身をば思わず誓いてし人の命の惜しくもあるかな | Wasuraruru Mi woba omowazu Chikahite-shi Hito no inochi no Oshiku mo aru kana. | Thân này đành cam thôi, Riêng ai hay thề bồi. Nay phụ tình chết sớm, Ta chỉ tiếc cho người. | Không nghĩ gì về mình, cái thân đã bị người bỏ quên, Chỉ lo lắng cho con người trước kia nặng lời thề thốt sẽ yêu mình mãi mãi, Nếu trời phật vì sự phản bội đó bắt kẻ bạc tình phải chết, Thì mới là điều mình tiếc cho hơn cả. |

### Xuất xứ
Shūi Wakashū (Thập Di Tập) Thơ luyến ái phần 4, bài 870.

### Đề tài
Quên mình mà chỉ nghĩ đến mối tình khó quên đối với người con trai.
Con người đã nặng lời thề thốt xin chịu mọi hình phạt của trời phật nếu phụ bạc mình, nay nếu bị phạt vì xóa bỏ lời thề ấy thì điều đó sẽ làm mình nuối tiếc hơn cả. Tuyển tập Yamato Monogatari (大和物語 (Đại Hòa vật ngữ) Truyện kể Yamato) đã dành 5 chương (81 đến 85) kể lại mối tình của Ukon với Fujiwara no Atsutada, con trai đại thần Fujiwara no Tokihira. Người không giữ lời thề có lẽ là ông này.
Tuy nhiên chữ "tiếc" (惜し oshi) có thể hiểu theo hai nghĩa khác nhau: một là mỉa mai tội nghiệp cho kẻ bạc tình phải chết, hai là thực lòng thương và luyến tiếc người ấy. Ở đây, có lẽ là cái tiếc trong nghĩa thứ hai, nhưng cũng chưa lấy đó làm chắc vì trong Yamato Monogatari, chương 84, có một câu thơ tương tự nhưng lại bao hàm ý nghĩa thứ nhất.